# 지에구 다 시우바 지아레타
지에구 다 시우바 지아레타(Diego da Silva Giaretta, 1983년 11월 27일)는 브라질 출신의 축구 선수로 K리그 인천 유나이티드에서 활약하였다. 이탈리아 이중국적자로서 K리그에는 이탈리아 국적으로 선수 등록을 하였다.